# Ghislain Harvey
Pour les articles homonymes, voir Harvey.
Ghislain Harvey (6 mai 1946 à Bagotville - ) est un homme politique québécois. Il a représenté la circonscription de Dubuc dans la région du Saguenay–Lac-Saint-Jean en tant que député libéral du gouvernement de Robert Bourassa. Élu au cours de l'élection provinciale de 1973, il est défait en 1976.

## Biographie

### Parcours professionnel
Professeur et animateur à la Télévision éducative du Québec en 1968 et en 1969. 
Professeur à l'éducation des adultes en 1969 et en 1970. Il devint animateur social au ministère de l'Éducation pour le programme Action sociale jeunesse en 1970 et en 1971. 
Il fut par la suite directeur au Conseil de la santé et des services sociaux du Saguenay-Lac-Saint-Jean ainsi que directeur du Centre communautaire d'aide juridique régionale. 
Directeur général de l'Office municipal d'habitation de La Baie, de Chicoutimi, puis de Saguenay de 1977 à 2002. Il sera Président de la Régie régionale de la santé et des services sociaux du Saguenay-Lac-Saint-Jean de 1992 à 1995.  
Président du conseil d'administration du port de Saguenay de 2003 à 2012 et de 2014 à 2017. 
Président-directeur général de Promotion Saguenay de 2002 à 2017. 
Membre du conseil d'administration de la Monnaie royale canadienne et président du comité des ressources humaines à compter de 2005.  
Membre de l’Ordre des conseillers en ressources humaines et en relations industrielles agréés du Québec.  
Ghislain Harvey fut chef de cabinet du maire de Saguenay, Jean Tremblay. 
En 2023, il publie Le Conseiller principal: 20 ans de politique municipale au Saguenay, aux éditions Septentrion.  

## Honneurs
- 2012 : Médaille du jubilé de diamant d'Élisabeth II

## Publications

### Ouvrages
- Le Conseiller principal: 20 ans de politique municipale au Saguenay, (collaboration, Carol Néron), Éditions du Septentrion, Saguenay, 2023, 312 p.